# Sanguinaires-archipel
De Sanguinaires-archipel is een groep van vier Franse eilanden die in de Middellandse Zee liggen voor de kust van Corsica. De eilanden zijn onbewoond en behoren tot de gemeente Ajaccio. De plek kreeg het keurmerk Grand Site de France.

## Ligging
De eilanden liggen in het verlengde van een landtong, het Pointe de la Parata, en scheiden de baai van Ajaccio en de baai van Sagone. Waarschijnlijk is de naam van de archipel ook een verbastering van Sagone. De eilanden worden van het vasteland van Corsica gescheiden door de Passage des Tartanes.

## Grande Sanguinaire
Grande Sanguinaire is het grootste eiland van de archipel en meet 1200 meter op 300 meter. Op het hoogste punt van het eiland, 80 meter hoog, werd een vuurtoren gebouwd.